# 양구선사박물관
양구선사박물관은 강원특별자치도 양구군에 있는 향토 역사 박물관이다. 양구읍 상무룡리에 파로호 수몰지역에서 출토된 구석기 유적과 양구읍 공수리, 해안면 일대의 신석기, 청동기 유적지에서 출토된 유적과 유물들을 이 곳에 이전하여 전시하고 있다.

## 연혁
- 1997년 10월 27일 개관

## 시설 현황
- 양구 공수리 지석묘군 : 양구읍 공수리에서 발굴된 청동기 시대 유적이며, 현재는 파로호의 수위로 인한 훼손 현상으로 박물관 내 근현대사 박물관 옆으로 이전했다.
- 양구근현대사박물관
- 고인돌공원 : 선사 시대 고인돌과 재현된 움집이 전시되어 있다. 이 유적들은 양구읍 상무룡리에 파로호 수몰 지역과 해안면 일대에서 발굴 되었고 이후 박물관 내로 이전했다.

## 관람 안내
- 관람요금: 무료
- 관람시간: 09:00 ~ 18:00(입장시간: 관람종료 30분전까지)
- 휴관일: 1월 1일, 설날·추석 오전, 매주 월요일(단, 월요일이 공휴일인 경우 그 다음날 휴관)